# Норт Мидлтаун (Њу Џерзи)
Норт Мидлтаун (енгл. North Middletown) насељено је место без административног статуса у америчкој савезној држави Њу Џерзи.

## Демографија
По попису из 2010. године број становника је 3.295, што је 130 (4,1%) становника више него 2000. године.
| Група             | 2000.         | 2010.         |
| Белци             | 2.884 (91,1%) | 2.779 (84,3%) |
| Афроамериканци    | 46 (1,5%)     | 60 (1,8%)     |
| Азијати           | 45 (1,4%)     | 86 (2,6%)     |
| Хиспаноамериканци | 170 (5,4%)    | 317 (9,6%)    |
| Укупно            | 3.165         | 3.295         |